# باگیش
باگیش (به لاتین: Bagysh) یک منطقهٔ مسکونی در قرقیزستان است که در شهرستان سوزک واقع شده‌است. باگیش ۲٬۹۶۳ نفر جمعیت دارد.